# 觀音對我笑
《觀音對我笑》，是一部描寫慈濟謝來文師兄與游巧玲師姊及謝明靜師姊的真實人生電視劇，郭子乾、方季惟、楊銘威、吳沛寧、臧芮軒、蔡振南、蘇明明、李辰翔等演員領銜主演，於2021年5月31日起在大愛電視20:00首播。

## 大愛會客室

### 首播
| 片名       | 頻道       | 播映日期      | 播映時間        |
| 大愛會客室 | 大愛海外台 | 2021年5月31日 | 21:00-21:11播出 |
| 大愛會客室 | 大愛電視台 | 2021年5月31日 | 00:19-00:30播出 |
| 大愛會客室 | 大愛海外台 | 2021年5月31日 | 09:49-10:00播出 |

## 播出時間
以下時間以當地時間（台灣時間）為準

### 電視首播
| 頻道                            | 所在地               | 播映日期                    | 播映時間                  |
| 大愛電視台 （數位頻道同步播出） | 台灣                 | 2021年5月31日－2021年7月2日 | 20:00-20:48播出（無廣告） |
| 大愛海外台                      | 與大愛電視台同步播出 | 2021年5月31日－2021年7月2日 | 20:00-21:00播出（含廣告） |

### 網路首播
| 頻道                 | 備註                 | 播映日期                    | 播映時間                  |
| Yahoo! TV            | 與大愛電視台同步播出 | 2021年5月31日－2021年7月2日 | 20:00-20:48播出（無廣告） |
| YouTube 大愛網路劇場 | 與大愛電視台同步播出 | 2021年5月31日－2021年7月2日 | 20:00-20:48播出（無廣告） |

## 演員列表

### 謝家
| 演員         | 角色     | 介紹 |
| 蔡振南       | 謝父     | 四兄弟的父親，在日據時代做過保正伯，為人公正，深受里民敬重。 |
| 蘇明明       | 謝母     | 謝父的二房妻子，來福來文的母親。個性溫和 |
|              | 謝火來   | 謝父大房的兒子，在國小擔任教師。母親因英年早逝，故由謝母照顧長大。就業方面，令謝父感到非常放心。 |
|              | 謝清源   | 謝父大房的兒子，在國小擔任教師。母親因英年早逝，故由謝母照顧長大。就業方面，令謝父感到非常放心。 |
| 李辰翔       | 謝來福   | 謝父二房的大兒子，來文的親生哥哥。腦筋機靈口才好，唯好高騖遠不切實際，經常換工作，讓謝父頗為頭痛。因先天氣喘，故在台泥擔任臨時工期間解聘。隨後於本地開磚窯廠，供應全村電力，對村內有很大的貢獻。後因投資金礦而搬家到新北居住。 |
| 王亦真       | 鳳英     | 來福的妻子，來文的嫂嫂。因想要有孩子，故與來福在新北居住期間領養一位女孩 |
| 郭子乾       | 謝來文   | 謝父二房的小兒子，年輕時個性憨厚老實，成家後，脾氣較硬。因英文能力不好，於高二時休學，並留在家中幫忙農事。隨後與哥哥一同進入台泥做臨時工，最後成功地考上正式員工，並與好友阿海，武雄一同努力                                   |
| 楊銘威(青年) | 謝來文   | 謝父二房的小兒子，年輕時個性憨厚老實，成家後，脾氣較硬。因英文能力不好，於高二時休學，並留在家中幫忙農事。隨後與哥哥一同進入台泥做臨時工，最後成功地考上正式員工，並與好友阿海，武雄一同努力                                   |
| 方季惟       | 謝游巧玲 | 來文妻子，與他育有兩男一女，因無法接受與養家哥哥成親，故逃婚。最後在來文與孩子的陪伴下，與養母重修舊好。 |
| 吳沛寧(青年) | 謝游巧玲 | 來文妻子，與他育有兩男一女，因無法接受與養家哥哥成親，故逃婚。最後在來文與孩子的陪伴下，與養母重修舊好。 |

### 次要演員
| 演員   | 角色         | 介紹 |
| 易韋志 | 謝明達       |      |
| 王宥謙 | 謝明達(童年) |      |
| 劉奕   | 謝明學       |      |
| 朱宥丞 | 謝明學(童年) |      |
| 臧芮軒 | 謝明靜       |      |
| 王亦真 | 鳳英         |      |
| 廖錦德 | 阿海         |      |
| 張育綺 | 素梅         |      |
| 阿嬌   | 生母         |      |
| 吳帆   | 生父         |      |
| 林小樓 | 養母         |      |
| 官家宇 | 劉世超       |      |
| 黃昕羽 | 游秀珠       |      |
| 潘皇佐 | 領班         |      |
| 張佑鳴 | 旺叔         |      |
| 林帥甫 | 武雄         |      |
| 蔡力允 | 張慶燦       |      |
| 周宇柔 | 玲容         |      |
| 戴宇恬 | 淑雲         |      |
| 陳玉婷 | 劉美蘭       |      |
| 黃鉅元 | 忠勳         |      |
| 羅國緯 | 吳順王       |      |
| 傅瓈慧 | 李美慶       |      |
| 李郁飛 | 游政男       |      |
| 董季鑫 | 廖啟丞       |      |
| 王竣民 | 黃銀河       |      |
| 婉庭   | 李美慶       |      |
| 楊順文 | 徐衫寶       |      |
| 黃素雅 | 黃老太太     |      |
| 畢志綱 | 阿水叔       |      |
| 林英成 | 阿德         |      |
| 陳韋齊 | 阿保         |      |

## 電視劇歌曲與演員名單
| 曲別   | 歌名   | 演唱者 | 作詞   | 作曲   | 編曲 | 製作人 | 合聲 |
| 片頭曲 | 我挺你 | 賴銘偉 | 吳嘉祥 | 吳嘉祥 |      |        |      |
| 片尾曲 | 我挺你 | 賴銘偉 | 吳嘉祥 | 吳嘉祥 |      |        |      |

## 電視節目的變遷
- 觀音對我笑 官方網站 （页面存档备份，存于）－大愛劇場
- 大愛劇場的Facebook專頁
- 《觀音對我笑》-YAHOO! TV （页面存档备份，存于） 線上看

| 中華民國 大愛電視 每週一至週五 20:00 - 20:48    | 中華民國 大愛電視 每週一至週五 20:00 - 20:48   | 中華民國 大愛電視 每週一至週五 20:00 - 20:48 |
| ----------------------------------------------- | ---------------------------------------------- | -------------------------------------------- |
|                                                 | 觀音對我笑 （2021年5月31日－2021年7月2日）     |                                              |
| 阿良的歸白人生 （2021年4月23日－2021年5月26日） | 阿芬的幸福修練 （2021年7月5日－2021年8月13日） |                                              |